# تپه خلق‌آباد
تپه خلق آباد مربوط به هزاره اول قبل از میلاد است و در شهرستان فاروج، روستای خلق آباد واقع شده و این اثر در تاریخ ۲۳ فروردین ۱۳۴۶ با شمارهٔ ثبت ۶۹۳ به‌عنوان یکی از آثار ملی ایران به ثبت رسیده است.